# Anselmo Pietrulla

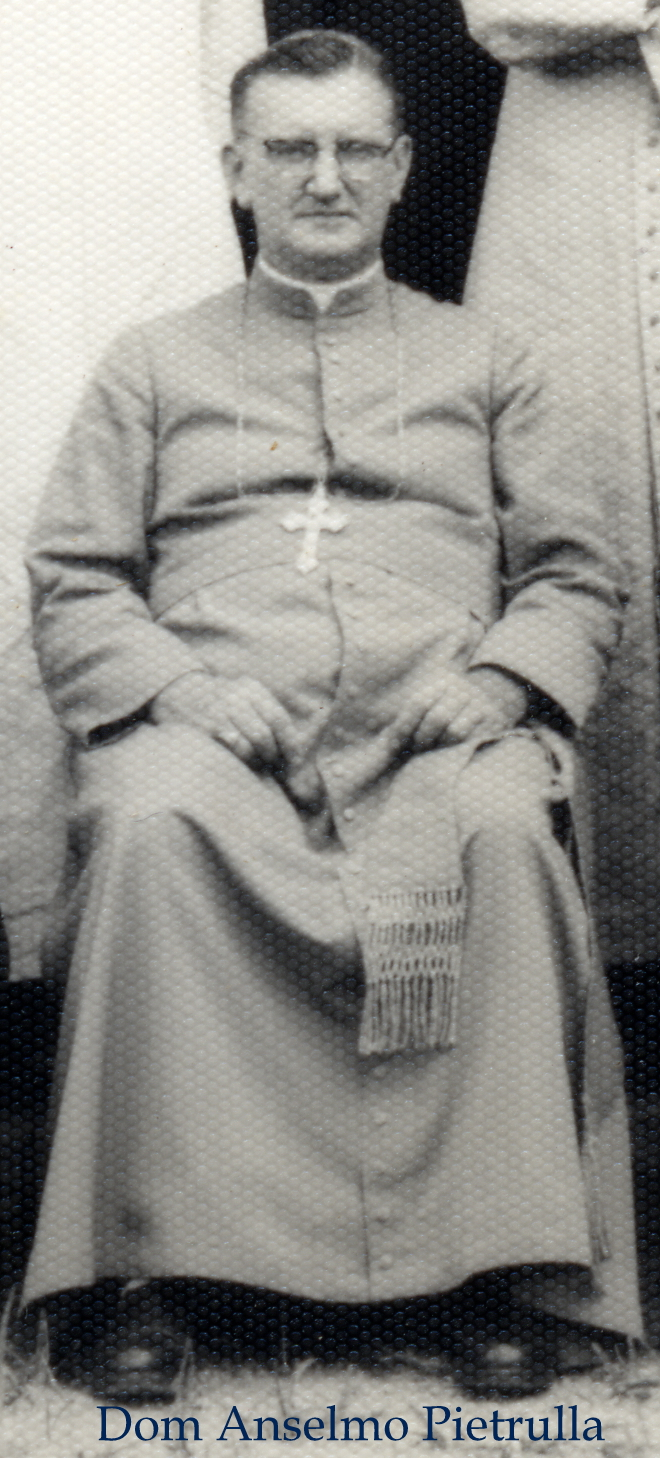
Anselmo Pietrulla

Anselmo Pietrulla OFM (deutsche Namensform: Anselm Pietrulla, eigentlich: Reinhard Jan Pietrulla; * 12. September 1906 in Knurow; † 25. Mai 1992) war ein deutscher Ordensgeistlicher und römisch-katholischer Bischof von Tubarão in Brasilien.

## Leben
Reinhard Pietrulla trat in den Franziskanerorden ein und nahm den Ordensnamen Anselm an. Am 21. Mai 1932 empfing er die Priesterweihe.
Am 13. Dezember 1947 ernannte ihn Papst Pius XII. zum Prälaten von Santarém und Titularbischof von Conana. Die Bischofsweihe empfing er am 8. Februar 1948 durch den Apostolischen Nuntius in Brasilien, Erzbischof Carlo Chiarlo. Mitkonsekratoren waren Augusto Álvaro da Silva, Erzbischof von São Salvador da Bahia, und Juvénico de Brito, Bischof von Garanhuns. Bereits am 18. Juni 1949 ernannte ihn Papst Pius XII. zum ersten Bischof des neuerrichteten Bistums Campina Grande und am 11. Mai 1955 zum ersten Bischof des ebenfalls neuerrichteten Bistums Tubarão.
Während des Zweiten Vatikanischen Konzils nahm Pietrulla als Konzilsvater an allen vier Sitzungsperioden teil.
Papst Johannes Paul II. akzeptierte am 17. September 1981 das altersbedingte Rücktrittsgesuch Pietrullas.